# Badister obtusus
Badister obtusus är en skalbaggsart som beskrevs av Leconte. Badister obtusus ingår i släktet Badister och familjen jordlöpare. Inga underarter finns listade i Catalogue of Life.